# Pinchas Zukerman
Pinchas Zukerman (Tel-Aviv, 1948. július 16. –) lengyelországi származású kétszeres Grammy-díjas izraeli hegedűművész, a legfontosabb kortárs zenészek egyike. Repertoárja közel 100 darabot ölel fel, eddigi pályafutása során több mint 50 lemezfelvételt készített. 21 Grammy-díj jelöléséből kettőt megnyert. Hangszerei között szerepel a Dushkin, 1742-es évjáratú Giuseppe Guarneri del Gesù-hegedű.

## Élete
A tel-avivi konzervatóriumban kezdte, és az ottani Rubin Zeneakadémián Fehér Ilona, majd a New York-i Juilliard Schoolon Ivan Galamian irányítása alatt folytatta zenei tanulmányait. Utóbbin módjában állt kamarazenei stúdiumokat is venni Lillian Fuchstól, aki bátorította, hogy mélyhegedűn is játsszon. 1963-ban New Yorkban debütált, 1966-ban pedig már megnyerte a Young Concert Artists International Auditions tehetségkutató versenyt. 1967-ben elnyerte a Leventritt verseny első díját ex aequo et bono a koreai Kyung-wha Chung hegedűs előtt. Akkor kezdődött gyorsan felívelő koncertpályája Amerika és Európa pódiumain. A Saint Paul Chamber Orchestra in Minnesota zeneigazgatója volt 1980–1987 között.
Salzburgban 1970-ben Justus Frantz zongoristával adott koncertet, 1971-ben Johannes Brahms Hegedűre és zenekarra írt hangversenyét az Izraeli filharmonikusokkal, Zubin Mehta vezényletével adta elő. 1978-ban Marc Neikrug zongoraművésznővel lépett a dobogóra, akivel 1983-ban brácsán is bemutatkozott Brahms darabjaiban. 1984-ben, 1987-ben és 2012-ben Angela Cheng zongoristával szerepelt.
A velencei La Fenice színházban 1971-ben Mozart 4. Hegedűre és zenekarra komponált hangversenyét Lorin Maazel pálcája alatt, majd 1991-ben a 3.-at az Angol Kamarazenekar, 1997 a Scuola Grande di San Giovanni Evangelista közreműködésével adta elő.
A Teatro alla Scala Milánóban, 1976-ban Mozart 5. Hegedűre és zenekarra írt concertójával, 1995-ben pedig Ludwig van Beethoven Hegedűversenyével az Israel Philharmonic Orchestra kíséretében, Mehta vezényletével látta vendégül. 1996-ban ismét Mozart 5. Hegedűversenye következett, amikor is a Filarmonica della Scala zenekart Wolfgang Sawallisch dirigálta, a Retequattro televízió közvetítette, majd 2010-ben megint Beethoven Hegedűversenyét szólaltatta meg szintén Zubin Mehta vezényletével.
1980-ban ő vezényelte a Recital Hall del Walker Art Centerben, Saint Paulban Calvin Hampton Koncertje orgonára és vonósokra bemutatóját.
1982-ben a genfi Grand Théâtre-ben Johannes Brahms, 1990-ben pedig Franz Schubert műveiből adott koncertet.
A 2005–2006-os évadban Ichák Perlmannel turnézott Amerika számos városában (Washington, New York, Boston, Philadelphia, Atlanta, Miami és Chicago). Sok ottani szimfonikus zenekart vezényelt, miközben szólistaként is szerepelt, pl. Indianapolis, Chicago, Pittsburgh, Dallas, Los Angeles, Szingapúr, az izraeli, a szöuli és nagojai filharmonikusokkal és a berlini Staatskapelle zenekarral. Belgiumban és Németországban a Belgian National Orchestrával turnézott, Marc Neikrug zongoristával pedig Londonban, Párizsban, Moszkvában, Milánóban, Münchenben és Birminghamben. Feleségével, Amandával és a Classic FM Orchestra zenekarral Szófiában, 2006. október 20-án lépett fel.
2014-ben Genovában a Royal Filharmonikus Zenekar élén a Giovine Orchestra Genovese 2013/14-es operaévadján. Húsz hónappal később Amandaval és Angela Cseng zongoristaval visszatért a ligur fővárosba a Zukerman Chamber Players tagjaiként.
Igen aktív a kamaramuzsikálás terén mint kislétszámú együttesek karmester-szólistája. Világszerte több mint 40 koncertet adott a Zukerman Chamber Playersszel, két CD-t is felvettek. Barátaival, Daniel Barenboimmal és Perlmannel gyakran duót alkot.
Zukerman è nel corpo insegnanti della prestigiosa A tekintélyes Manhattan School of Music tanári karának tagja, ott alapította és vezeti a Zukerman Performance Programot. Úttörője volt a művészeti távoktatásnak, videokonferencia útján tartva a kapcsolatot hallgatóival, rendszeres órákat adva nekik koncertturnéi alatt is.
2016-ban egy csomagban 22 CD-t adott ki a „Pinchas Zukerman Complete Recordings on Deutsche Grammophone and Philips” cím alatt, az 1974 májusa és 1996 novembere között a Deutsche Grammophone és a Philips égisze alatt készült összes felvételével. A csomagban három Decca-stúdióban rögzített felvétele is szerepel.

## Magánélete
A kanadai Ottawában, a Rockcliffe Parkban él, ahol évekig dirigálta a helyi szimfonikus zenekart, amelynek első csellistája, Amanda Forsyth a felesége. Két lányuk van, Arianna és Natali, akik még a fuvolaművész-regényíró Eugenia Zukermannal 17 évig (1968–1985) tartott házasságából születtek. Arianna operaénekes, Natalia folk- és bluesénekes. Zimmermannak volt még egy közbenső házassága is, Tuesday Weld színésznővel, 1985–1998 között.

## Elismerései
- két Grammy-díj: 1980-ban, a legjobb kamarazenei előadásért Itzhak Perlmannel (Moszkovszkij: Szvit két hegedűre, Sosztakovics: Duettek, Prokofjev: Szonáta két hegedűre), és 1981-ben a legjobb komolyzenei előadás szólistája és zenekara számára.
- 1983-ben megkapta Ronald Reagan amerikai elnöktől a National Medal of Artsot.
- King Solomon Award
- Isaac Stern Award for Artistic Excellence.
- a Brown Egyetem diszdoktora
- Életműdíj a New York-i International Centertől

## Diszkográfia (válogatás)
- Bach, Violin Concertos – Itzhak Perlman/Daniel Barenboim/Pinchas Zukerman, 1986 EMI
- Bach & Vivaldi: Concertos for Two Violins – Isaac Stern/Layton James/Pinchas Zukerman/Richard Killmer/Saint Paul Chamber Orchestra, 1982 SONY BMG/CBS
- Beethoven: Piano Trios, Op. 1 & 97 "Archduke" – Variations and Allegrettos – Daniel Barenboim/Jacqueline du Pré/Pinchas Zukerman, 2001 EMI
- Beethoven, Violin Sonatas – Pinchas Zukerman, EMI
- Beethoven: String Trios Op. 3, 8 & 9 – Itzhak Perlman/Lynn Harrell/Pinchas Zukerman, 1992 EMI
- Beethoven: Violin Concerto in D – Stravinsky: The Rite of Spring – New York Philharmonic/Pinchas Zukerman/Zubin Mehta, 2007 Deutsche Grammophon
- Beethoven – Schubert – Dvorak: Romances – Pinchas Zukerman & St. Paul Chamber Orchestra, 1987 Philips
- Boccherini: Cello Concerto – J.C. Bach: Sinfionia concertante – Pinchas Zukerman/Yo-Yo Ma/The Saint Paul Chamber Orchestra/Layton James, 1987 Sony
- Brahms, Son. vl. e pf. n. 1–3/Scherzo/Son. viola – Zukerman/Barenboim, Deutsche Grammophon
- Brahms & Bruch, Violin Concertos – London Philharmonic Orchestra/Los Angeles Philharmonic/Pinchas Zukerman/Zubin Mehta, 2003 BMG/RCA
- Franck: Violin Sonata – Saint-Saëns: Violin Sonata No. 1 – Marc Neikrug & Pinchas Zukerman, 1986 Philips
- Mendelssohn, Violin Concerto – Octet – St. Paul Chamber Orchestra & Pinchas Zukerman, 1984 Philips
- Mozart: Sinfonia concertante, K. 364 – Israel Philharmonic Orchestra/Itzhak Perlman/Pinchas Zukerman/Zubin Mehta, 1985 Deutsche Grammophon
- Mozart, The Horn Concertos – Hermann Baumann/Pinchas Zukerman/St. Paul Chamber Orchestra, 1985 Philips
- Mozart, Sonatas for Violin and Piano – Pinchas Zukerman & Marc Neikrug, 1991/1993 Sony
- Mozart: Violin Concertos No. 4, K. 218 & No. 5, K. 219 – Adagio, K. 261 – Rondo, K. 373 – Pinchas Zukerman, 1982/1984 Sony
- Schubert, Trii pf. n. 1–2 – Ashkenazy/Zukerman/Harrell, Decca
- Vivaldi, Le Quattro Stagioni – Isaac Stern/Israel Philharmonic Orchestra/Itzhak Perlman/Pinchas Zukerman/Shlomo Mintz/Zubin Mehta, 1983 Deutsche Grammophon
- Vaughan Williams: "Greensleeves," The Lark Ascending – Delius: Two Pieces; Two Aquarelles – Walton: Two Pieces – Neil Black & Pinchas Zukerman, 1993 Deutsche Grammophon
- Vaughan-Williams Elgar, Lark ascending/Fant. Thomas Tallis/ Serenata op. 20/Salut d'amour – Zukerman/RPO, 2016 Decca
- Itzhak Perlman & Pinchas Zukerman – Play Music For Two Violins, 1981 EMI – Grammy Award for Best Chamber Music Performance 1981
- Isaac Stern: 60th Anniversary Celebration – Stern/Perlman/New York Philharmonic/Zukerman/Mehta, 1981 Sony – Miglior interpretazione solista di musica classica con orchestra (Grammy) 1982
- Zukerman, Complete recordings on Deutsche Grammophon and Philips – Tutte le registrazioni DG e Philips, 2016 Deutsche Grammophon

## Fordítás
- Ez a szócikk részben vagy egészben  a   Pinchas Zukerman című olasz Wikipédia-szócikk ezen változatának fordításán alapul.  Az eredeti cikk szerkesztőit annak laptörténete sorolja fel. Ez a jelzés csupán a megfogalmazás eredetét és a szerzői jogokat jelzi, nem szolgál a cikkben szereplő információk forrásmegjelöléseként.

## Bibliográfia
- Robert C. Bachmann, Pinchas Zukerman, in A l'écoute des grands interprètes, Editions Payot, Lausanne, 1977, 210–220.
- Boris Schwarz: Pinchas Zukerman, Great Masters of the Violin: From Corelli and Vivaldi to Stern, Zukerman and Perlman, Robert Hale, London, 1983, 606–608.
- Zukerman Pinchas szócikk, Dizionario Enciclopedico Universale della Musica e dei Musicisti (diretto da Alberto Basso), Utet, Torino, Le Biografie, Vol. VII, 1988, 631. o.
- Henry Roth: Pinchas Zukerman, Violin Virtuosos, From Paganini to the 21st Century, California Classics Books, Los Angeles, 1997, 230–235.
- Norbert Hornig: Zum musizieren geboren, „Pinchas Zukerman Complete Reconding on Deutsche Grammophon and Philips”, 2016, 40–43.; angol verzió: Born to make music, 34–37.